# Chittagong (division)
Pour les articles homonymes, voir Chittagong (homonymie).
La division de Chittagong est l'une des huit divisions administratives du Bangladesh. Elle couvre la plupart du sud du pays et représente la deuxième division du pays pour ce qui est de la superficie (33 771 km2). Sa population est de 24 millions d'habitants.

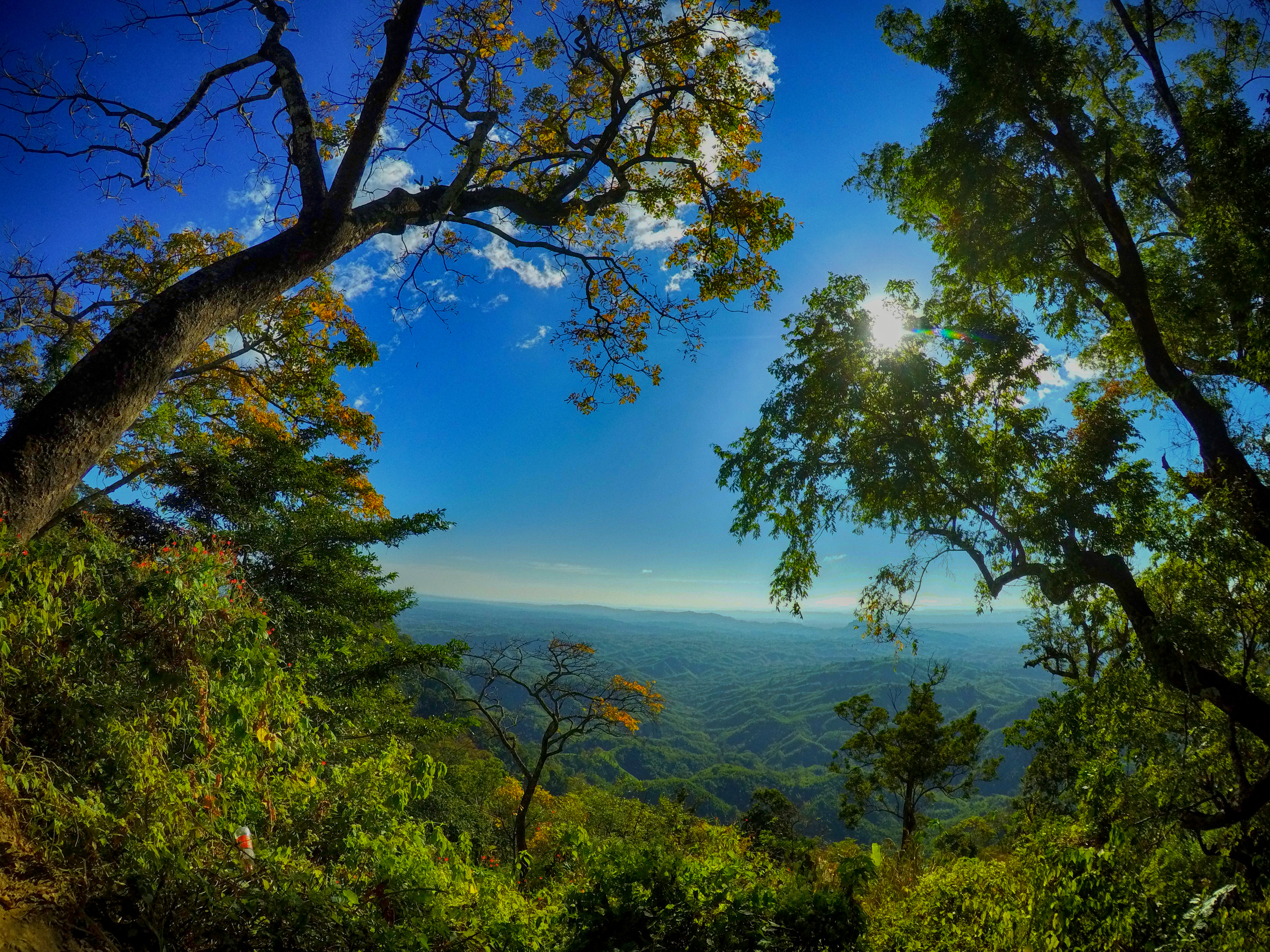
Colline de Konglak

Sa capitale est Chittagong.

## Districts administratifs
| District     | Upazila | Union | Village | Municipalité | Population |
| ------------ | ------- | ----- | ------- | ------------ | ---------- |
| Bandarban    | 7       | 29    | 1 501   | 1            | 298 120    |
| Brahmanbaria | 8       | 98    | 1 331   | 4            | 2 398 254  |
| Chandpur     | 8       | 87    | 1 237   | 6            | 2 271 229  |
| Chittagong   | 26      | 194   | 1 310   | 7            | 6 612 140  |
| Comilla      | 13      | 179   | 3 638   | 5            | 4 595 557  |
| Cox's Bazar  | 7       | 67    | 984     | 3            | 1 773 709  |
| Feni         | 5       | 45    | 570     | 2            | 1 240 384  |
| Khagrachhari | 8       | 34    | 1 581   | 1            | 525 664    |
| Laksmipur    | 4       | 50    | 539     | 3            | 1 489 901  |
| Noakhali     | 6       | 83    | 977     | 5            | 2 577 244  |
| Rangamati    | 10      | 48    | 1 344   | 1            | 508 182    |
| 11           | 102     | 914   | 15 012  | 38           | 24 290 384 |

## Données
Taux d'illettrisme : 32,08 %